# Brisbane City FC
Brisbane City FC är en fotbollsklubb från Brisbane i Australien. Klubben spelar i Brisbane Premier League som är den högsta ligan i staden Brisbane. Mellan 1977 och 1986 spelade klubben i den numera nerlagda nationella proffsligan National Soccer League (NSL).